# Рустембеков, Кошеней
Кошеней Рустембекулы (Рустембеков) (22.8.1946, аул имени Ленина Кармакшинского района Кызылординской области — 8.3.1973, Москва) — казахский жырау.
Происходит из подрода кулас рода кете племени алимулы. Окончил филологический факультет Кызылординского педагогического института, (1968). В 1967—1970 годы учитель в ауле Акжар Кармакшинского района. В 1970—1971 годы стажер Института литературы и искусства имени М.Ауэзова. В 1971—1973 годы работал в отделе партийного творчества Института мировой литературы.
Знал наизусть и распространял среди народа жыр-дастаны «Көроглы», «Рустем-дастан», «Кобыланды», «Алпамыс», «Кыз Жибек» и другие, а также произведения казахских акынов Базар жырау, Кете Жусипа, Жиенбая, Турмаганбета и др.
Произведения, созданные Кошенаем опубликованы в периодической печати, в сборниках «Қазақтың қазіргі халық поэзиясы» (1973) и «Жамбыл және қазіргі халық поэзиясы» (1975). Мелодия, использованная в его дастане «Кобыланды батыр», была переложена на ноты, 14 толгау и терме Кошеная записаны на пластинки.